# Potiaete maculata
Potiaete maculata är en skalbaggsart som beskrevs av Martins och Maria Helena M. Galileo 2000. Potiaete maculata ingår i släktet Potiaete och familjen långhorningar. Inga underarter finns listade i Catalogue of Life.